# Diacria maculata
Diacria maculata är en snäckart som beskrevs av Pieter Bleeker och van der Spoel 1988. Diacria maculata ingår i släktet Diacria och familjen Cavoliniidae. Inga underarter finns listade i Catalogue of Life.